# Скуби-Ду и Призрак-гурман
«Скуби-Ду и Призрак-гурман» (англ. Scooby-Doo! and the Gourmet Ghost) — американский анимационный фильм студии Warner Bros. Animation из франшизы «Скуби-Ду», поставленный режиссёром Дагом Мерфи по сценарию Тима Шеридана.
Трейлер мультфильма вышел 22 июня 2018 года.
Премьера мультфильма состоялась на фестивале San Diego Comic-Con International 22 июля 2018 года.
Выпуск в цифровом формате состоялся 28 августа 2018 года, на DVD — 11 сентября 2018 года.

## Сюжет
Банда Скуби-Ду находится на пути к Роки Харбор Инн, где дядя Фреда — Бобби Флэй пригласил их остаться. Они приезжают и Фред с удивлением узнает, что его дядя — всемирно известный шеф-повар.
Бобби показывает им вестибюль, где они видят портрет предка Фреда Эдварда Флэя. Горожане пока не нашли никаких улик о его исчезновении. Бобби и его банда направляются в лучшую часть гостиницы, очень высокотехнологичную кулинарную арену. Они встречаются c Джадой Де Лаурентис и её кошкой Беллой, а также Маркуса Самуэльссона и его жену Майю Хайле.
Появляется садовник гостиницы Джеремия Носович и быстро уходит, упомянув о «Красном Призраке». Бобби уточняет, что, когда Эдвард исчез в 1780 году, он был один в таверне, и люди слышали, как он кричал «Красный призрак», прежде чем исчезнуть. Таверна была пуста из-за призрака, но с тех пор, как её вновь открыли, люди утверждали, что видели его.
На следующий день по телевизору Гейл объявляет о большом шоу в гостинице и берет интервью у Джереми, который выпаливает, что Эдвард был предателем. Начо видит, как Скип говорит ему, что уходит из-за стресса из-за «Красного Призрака», но Скип передумывает и снова ложится. Приходит бизнесмен по имени Брэдли Басс и говорит Бобби, что он сидит на золотой жиле, но Бобби отказывается продавать. Дафна подбегает к Бобби и говорит, что на арене что-то происходит.
Появляется Генри Меткалф, который написал знаменитую книгу о таверне. Он дает Бобби папку с пергаментами и продолжает, говоря, что во время Войны за независимость Эдвард приветствовал солдат в своей таверне и заворачивал еду в этот пергамент на вынос.
В ту ночь на шоу, внезапно аниматроники начинают сходить с ума. Вскоре обнаруживается, что это было вызвано «Красным Призраком», который отгоняет зрителей. Призрак пытается преследовать банду, но Велма использует огнетушитель и призрак исчезает.
Позже тем же вечером банда замечает, что на пергаменте есть слова, написанные невидимыми чернилами, заключая, что личные бумаги были пергаментами все это время. Один из них содержит подробную информацию о передвижении войск, и банда начинает думать, что Джеремия был прав насчет того, что Эдвард был шпионом. Скуби замечает, как «Красный Призрак» крадет остальной пергамент, но слишком напуган, чтобы предупредить всех остальных. Пробегая через вестибюль, призрак спотыкается о ковер, роняет папку с пергаментом и начинает их собирать. Банда начинает идти по следам призрака, как только Скуби восстанавливает свою храбрость и предупреждает их о том, что произошло. Призрак пытается убежать наверх, но роняет пергамент на лестнице и, будучи замеченным, вынужден бежать без них.
В гостиницу прибывает посылка с судебным приказом о немедленном закрытии гостиницы, поскольку она является исторической достопримечательностью. Внезапно призрак пролетает мимо них, и банда начинает следовать за ним.
Чтобы поймать призрака, банда воссоздает предыдущее шоу. Красный призрак появляется и пытается убежать с пергаментом, но банда готова к нему и имеет одно из устройств избить призрака, пока он не рухнет. Призрак, как выяснилось, был Брэдли Басс, который использовал свой смартфон для управления дроном. Он хотел купить гостиницу дёшево, не повредив репутации Эдварда. Брэдли, однако, оказывается переодетым Генри Меткалфом. Он провел всю свою карьеру вокруг истории Эдварда как героя, но наткнулся на правду и не хотел, чтобы она вышла наружу. Он верил, что легенда, спрятанная в гостинице, — это набор личных бумаг, написанных Эдвардом, которые изобличат его. Однако Меткалф не знал, что личные бумаги на самом деле были листами пергамента, которые он дал Бобби, пока не подслушал их на кухне. Велма делает более глубокий анализ пергамента и обнаруживает, что информация, которую Эдуард передал британским солдатам, была ложной, и что Эдуард на самом деле говорил «красный мундир» — но не «Красный Призрак».

## Роли озвучивали
| Актёр              | Персонаж                 |
| ------------------ | ------------------------ |
| Фрэнк Уэлкер       | Скуби-Ду / Фред Джонс    |
| Мэттью Лиллард     | Шэгги Роджерс            |
| Грей Делайл        | Дафни Блэйк              |
| Кейт Микуччи       | Велма Динкли             |
| Бобби Флэй         | Бобби Флэй               |
| Джада Де Лаурентис | Джада Де Лаурентис       |
| Маркус Самуэлльсон | Маркус Самуэлльсон       |
| Дана Снайдэр       | Скип Тэйлор              |
| Майя Хэйль         | Майя Хэйль               |
| Джим Каммингс      | Джеремия Носович         |
| Одри Василевски    | Шеф Сью / Библиотекарь   |
| Салли Саффиотти    | Репортёр / Нэнси Меткова |